# 牙买加共和主义
牙买加共和主义是一种主张将牙买加的政体由君主立宪制改为共和制的立场。牙买加的两个主要政党——牙买加工党和人民民族党——都支持这一立场。现任牙买加总理安德鲁·霍尔尼斯也已宣布，推动牙买加转型为共和国将是其政府的优先事项。2022年6月，牙买加政府宣布计划在2025年大选前完成共和国转型。该过程将包括议会三分之二多数票通过以及一次公民投票。